# Grimmia incrassicapsulis
Grimmia incrassicapsulis är en bladmossart som beskrevs av B. G. Bell 1984. Grimmia incrassicapsulis ingår i släktet grimmior, och familjen Grimmiaceae. Inga underarter finns listade i Catalogue of Life.